# Aschot Msaker
Aschot IV. Bagratuni (armenisch Աշոտ Դ Բագրատունի, auch: Ashot Msaker armenisch Աշոտ Մսակեր: dt. „Aschot der Fleischesser“) war ein armenischer Fürst der Dynastie der Bagratiden. Er war zunächst Flüchtling nach der Schlacht von Bagrevand (Արձնիի ճակատամարտ, Ardsnii tschakatamart), einem missglückten Aufstand gegen die arabische Herrschaft in Armenien 775. In dieser Schlacht wurde sein Vater getötet. Im Verlauf der nächsten Jahrzehnte erweiterte er jedoch kontinuierlich seinen Machtbereich und erwarb eine deutliche Vorherrschaft im Bezug auf die Geschicke des Landes, so dass er vom Abbasiden-Kalifat als Fürst der Fürsten (Ishkhan Ishkhanats′) von Arminiya von 806 bis zu seinem Tod 826 anerkannt wurde.

## Name
Der Beiname „Fleischesser“ geht offenbar darauf zurück, dass er sich weigerte, während der Fastenzeit auf den Genuss von Fleisch zu verzichten.

## Leben
Aschot IV. war der Sohn von Smbat VII., dem damaligen Fürsten des arabisch beherrschten Arminiya. Smbat hatte sich an der Rebellion gegen die Abbasiden beteiligt und war in der Schlacht von Bagrevand (Բագրևանդ) 775 getötet worden. Nach der Schlacht floh Aschot aus den Ländereien der Familie im östlichen Armenien nach Norden zu seinen Verwandten in der Nähe der Quellen des Araxes (Արաքս, Araks), wo er weiter von den arabischen Machthabern entfernt war und näher am Byzantinischen Reich. Außerdem besaß er dort auch Silberminen, deren Ausbeute ihm erlaubte, einige Ländereien der Kamsarakan-Familie zu erwerben und ein neues Fürstentum rund um die Festung von Bagaran in der Provinz Ayrarat aufzubauen.
Das Erlöschen oder die Exilierung vieler adliger Familien (Nacharar) nach der Schlacht von Bagrevand hinterließ ein Machtvakuum im südlichen Kaukasus:
Dieses Vakuum wurde teilweise durch arabische Einwanderer aufgefüllt, die bereits Anfang des 9. Jahrhunderts eine Reihe von größeren oder kleineren Emiraten in der Region gegründet hatten. Die größten Begünstigten waren jedoch die Artsruni, eine früher mittelklassige Familie der Nacharar, die nun den größten Teil Südost-Armeniens (Vaspurakan) kontrollierten. Gleichzeitig konnte Aschot durch kluge Diplomatie und Heiratsbündnisse die Bagratiden als wichtigste Familie der Nacharar neben den Artsruni etablieren. Daher wählte Kalif Harun ar-Raschid Aschot als neuen Ishkhan Ishkhanats′ von Arminiya und erneuerte damit ein Amt, welches mit dem Tod seines Vaters, dreißig Jahre vorher abgeschafft worden war. Die Ernennung war zugleich ein Versuche, ein Gegengewicht gegen die zunehmend mächtigen Artsruni zu schaffen und zugleich die Loyalität der Armenier von Byzanz abzuziehen, wohin viele Familien nach 775 geflohen waren. Ungefähr zur selben Zeit erkannte der Kalif auch einen anderen Familienzweig an, die Georgischen Bagratiden, unter Aschot I., als Fürsten des Kaukasischen Iberien (ქართლის საერისმთავრო, kartlis saerismtavro).
Aschot konnte sich die Unruhen im Kalifat nach dem Tod von Harun ar-Raschid 809 zu Nutze machen und im Verlauf des dauernden Vierten Abbasidischen Bürgerkriegs (Vierte Fitna, arabisch الفتنة الرابعة) seine Ländereien und seine Macht stark vergrößern. Sein Aufstieg wurde jedoch durch eine andere ambitionierte Familie in Frage gestellt, die muslimischen Jahhafids. Der Ahnherr der Familie, Jahhaf, war ein Newcomer in Armenien, der sich eine beachtliche Machtbasis geschaffen hatte, indem er Ländereien der Mamikonjans durch eine Heirat mit einer Tochter von Muschegh VI. Mamikonjan erworben hatte, eines der armenischen Anführer, die bei Bagrevand getötet worden waren. Aschot besiegte die Jahhafiden zweimal in Taron und Arsharunik. Dadurch eroberte er nicht nur Taron (welches Jahhaf von einem anderen Bagratiden, Vasak, erbeutet hatte) und Arsharunik mit der Region Shirak (welches er schon früher von den Kamsarakans käuflich erworben hatte), sondern auch Ashotz und den Osten von Tayk. Enttäuscht zettelte Jahhaf mit seinem Sohn Abd al-Malik eine offene Rebellion gegen das Kalifat an und griffen die armenische Hauptstadt Dvin an. 813 belagerten sie erfolglos den Gouverneur des Kalifats bei Bardaa. Aschot besiegte eine Armee von 5.000 Mann, die ihm Abd al-Malik entgegensandte und tötete 3.000, während Aschots Bruder Shapuh die Umgebung von Dvin verwüstete. Als Abd al-Malik sich aufmachte um Shapuh entgegenzutreten, erhob sich die lokale Bevölkerung gegen ihn und tötete ihn.
Der Tod von Abd al-Malik „markierte den Sieg der Bagratiden über ihre gefährlichsten Gegner“ und machte Aschot zum größten Feudalherren unter den Nacharar. Er sicherte seine Position weiterhin durch strategische Allianzheiraten ab, unter anderem, indem er eine seiner Töchter dem Fürst der Artsruni von Vaspurakan gab und eine andere dem Emir von Arzen.
Zur Zeit seines Todes 826 hatte Aschot eine bemerkenswerte Verwandlung durchgeführt: wie Joseph Laurent kommentiert: der „verfolgte und enteignete“ (proscribed and dispossessed) Flüchtling von Bagrevand starb als der „mächtigste und populärste Fürst Armeniens“ (most powerful and most popular prince of Armenia). Sein Besitz wurde zwischen seinen Söhnen aufgeteilt. Der älteste, Bagrat II. Bagratuni, erhielt Taron und Sasun und später den Titel Ishkhan Ishkhanats', während sein Bruder, Smbat VIII. der Bekenner, den Titel des sparapet (Oberster Kommandant) von Armenien führte und die Länder rund um Bagaran und den Araxes erhielt.